# 楊琚
楊琚（1430年—？），字朝用，江西吉安府泰和縣人，民籍，明朝政治人物。進士出身。

## 生平
江西鄉試第十名。景泰五年（1454年）甲戌科會試第七十九名，殿試登進士第二甲第九十三名。

## 家族
曾祖楊仲穆，贈評事。祖父楊德崇。父亲楊資習。